# Stiftung pro missio
Die Stiftung pro missio ist eine selbstständige kirchliche Stiftung. Sie wurde im Jahre 2000 errichtet, um die Arbeit von  missio – Internationales Katholisches Missionswerk e.V. finanziell zu unterstützen. Die Stiftung mit Sitz in Aachen ist eine auf Zustiftungen angelegte Gemeinschaftsstiftung. Die Stiftung wird von über 1.000 Stiftern getragen.
Die Stiftung legt das ihr anvertraute Kapital nach ethischen und wirtschaftlichen Gesichtspunkten langfristig an. Das Kapital der Stiftung und das von ihr verwaltete Treuhandvermögen betragen über 59,68 Millionen Euro.

## Organisation
Die Verwirklichung des Stiftungszwecks erfolgt durch Förderung der Projekte von missio Aachen. Mit den Erträgen aus dem Stiftungskapital wird gemäß der satzungsgemäßen Zwecke von missio Aachen die pastorale und soziale Arbeit der katholischen Kirche in Afrika, Asien und Ozeanien unterstützt.
Unter dem Dach der Stiftung werden Privatpersonen, Unternehmen sowie Trägern von Projekten eine Reihe von Fördermöglichkeiten angeboten. Langfristig können, beispielsweise durch eine Treuhandstiftung oder einen Stiftungsfonds, Projekte in kirchlicher Trägerschaft wirkungsvoll und nachhaltig unterstützt werden.
Stiftungsorgane sind das Kuratorium und der Vorstand. Beide Organe der Stiftung arbeiten ehrenamtlich.

## Förderschwerpunkte
Unter dem Leitwort „Glauben. Mit Blick nach vorn“ fördert die Stiftung durch spezifische Themenfonds schwerpunktmäßig
- die Aus- und Weiterbildung kirchlicher Mitarbeiter (Priester, Schwestern, Katechisten);
- die Arbeit mit gefährdeten Kindern und Jugendlichen (z. B. Aidswaisen, Flüchtlinge, Kinderarbeiter);
- die Alterssicherung von Frauen und Männern im kirchlichen Dienst;
- die Unterstützung kirchlicher Arbeit in Notsituationen (z. B. Notfallseelsorge, Wiederaufbau nach Katastrophen, Begleitung von durch Krieg und Gewalt traumatisierten Menschen);
- den Aufbau von weltkirchlichen Netzwerken, zur Förderung einer weltweiten kirchlichen Lerngemeinschaft;
- die Vergabe von Stipendien an junge begabte Menschen zur Qualifizierung einheimischer Führungskräfte für den Dienst in Kirche und Gesellschaft.

Um die theologische Entwicklung in Asien, Afrika und Ozeanien unterstützen zu  können, wurde die  Agora-Stiftung gegründet.

## Ziele und Werte
Die Stiftung trägt dazu bei, dass die Kirchen in den südlichen Ländern auch in Zukunft das nötige Rüstzeug erhalten, um für die Menschen in Notlagen da zu sein.
missio Aachen ermöglicht derzeit rund 800 Einzelmaßnahmen in Afrika, Asien und Ozeanien.
Grundsätze und ethischen Prinzipien sind dabei:
- die vorrangige Option für die Armen und Schwachen, unabhängig von Religions- oder Kirchenzugehörigkeit;
- gewissenhafter Umgang mit Spenden- und Stiftungsgeldern;
- größte Sorgfalt bei der Auswahl und Betreuung der Projekte;
- bestmögliche Beratung und Betreuung der Spender und Stifter.

## Sicherheit und Transparenz
Die korrekte Verwendung der Gelder wird durch das Kuratorium der Stiftung pro missio und unabhängige Wirtschaftsprüfer geprüft. Um das Vertrauen seiner Förderer zu sichern und die Arbeit stetig zu verbessern, unterzieht sich pro missio als Förderstiftung von missio e.V. den gleichen aufeinander abgestimmten externen Prüfungen wie missio e.V.
Im missio-Anlageausschuss haben Fachleute nach ethischen und wirtschaftlichen Gesichtspunkten Anlagerichtlinien für missio erarbeitet. Die Stiftung pro missio ist verpflichtet, sich an diese Richtlinien zu halten.
Wirkungsbeobachtung und Evaluation erfolgen nach den Richtlinien des missio e.V.